# Acid obeticolic
Acidul obeticolic (acidul 6α-etil-chenodezoxicolic, cu denumirea comercială Ocaliva) este un analog semisintetic de acid biliar. Este utilizat ca medicament în tratamentul colangitei biliare primitive (CBP), în combinație cu acidul ursodeoxicolic (UDCA). Calea de administrare disponibilă este cea orală.